# 1975 na arte

## Eventos
- 20 de Agosto - criação do Museu Théo Brandão em Maceió, Brasil.
- Paulo Archias Mendes da Rocha e Jorge Wilheim criam o edifício do Museu de Arte Contemporânea da USP.

## Prémios
- Prémio Valmor - Sede, Jardins e Museu da Fundação Calouste Gulbenkian de Pedro Cid, Ruy Jervis Athouguia, Alberto Pessoa, Gonçalo Ribeiro Teles e António Viana Barreto

## Nascimentos
| Data         | Nome           | Profissão           | Nacionalidade | Observações | Ref |
| ------------ | -------------- | ------------------- | ------------- | ----------- | --- |
| 30 de agosto | Bisco Hatori   | escritora e mangaká | Japão         |             |     |
| ??           | Adriana Molder | pintora             | Portugal      |             |     |

## Mortes
| Data          | Nome                         | Profissão                                         | Nacionalidade                              | Observações | Ref |
| ------------- | ---------------------------- | ------------------------------------------------- | ------------------------------------------ | ----------- | --- |
| 11 de janeiro | Domingos Rebelo              | pintor                                            | Reino Unido de Portugal, Brasil e Algarves | n. 1891     |     |
| 20 de abril   | Fernando Furlanetto          | escultor                                          | Brasil                                     | n. 1897     |     |
| 25 de abril   | Armando Figueiredo de Lucena | professor, cronista, historiador de arte e pintor | Reino Unido de Portugal, Brasil e Algarves | n. 1886     |     |
| 28 de abril   | Leopoldo de Almeida          | escultor                                          | Reino Unido de Portugal, Brasil e Algarves | n. 1898     |     |
| 20 de maio    | Barbara Hepworth             | escultora                                         | Reino Unido                                | n. 1913     |     |
| ??            | Henrique Cavalleiro          | pintor, desenhista, caricaturista e ilustrador    | Brasil                                     | n. 1892     |     |
| ??            | João Faria Vianna            | pintor, gravador, desenhista e professor          | Brasil                                     | n. 1905     |     |
| ??            | Miguel Alandia Pantoja       | pintor                                            | Bolívia                                    | n. 1914     |     |
| ??            | Túlio Mugnaini               | pintor, desenhista e professor                    | Brasil                                     | n. 1895     |     |

## Prémios
- Prémio Valmor e Municipal de Arquitectura 1975 - Ruy Jervis Athouguia, Alberto Pessoa, Pedro Cid, Gonçalo Ribeiro Teles e António Viana Barreto[1].
- Prémio Valmor e Municipal de Arquitectura 1975 - Nuno Teotónio Pereira e Nuno Portas[1]